# Дубовик, Максим Николаевич
Макси́м Никола́евич Дубови́к (род. 17 апреля 1973, Владивосток, СССР) — советский и российский футболист, полузащитник, нападающий.

## Карьера
Воспитанник владивостокского футбола. В 1990 году дебютировал за местный «Луч». В сезоне-1992 стал одним из лидеров команды. 16 мая 1992 года в матче против «Амура» принёс победу «Лучу», забив гол на 81-й минуте. В том сезоне «Луч» впервые завоевал путёвку в Высшую лигу, а 19-летний Максим Дубовик стал лучшим бомбардиром команды, забив 9 мячей. В элитном дивизионе дебютировал 2 мая в матче против владикавказского «Спартака» (0:2).
В 1996 году вместе с группой игроков был выставлен на трансфер, после чего перешёл в «Самотлор-XXI». В 1999 году был арендован «Чкаловцем». В 2000 году защищал цвета клуба «Орёл». В январе 2001 года подписал контракт с «Селенгой». В июне 2001 года вернулся в «Луч», где через год завершил карьеру.
В Высшей лиге провёл 21 матч.

## Достижения
- Победитель Первого дивизиона: 1992
- Серебряный призёр зоны «Восток» Второго дивизиона: 1997
- Бронзовый призёр зоны «Центр» Второго дивизиона: 2000